# Norops exsul
Norops exsul este o specie de șopârle din genul Norops, familia Polychrotidae, descrisă de Fernando A. Arosemena și Ibanez 1994. Conform Catalogue of Life specia Norops exsul nu are subspecii cunoscute.